# Addicted to Music
Dedicated este al patrulea album de studio al lui André Tanneberger cunoscut drept ATB. A fost lansat în 2003 și include melodii precum „I Don't Wanna Stop”, „Long Way Home” și „In Love with the DJ/Sunset Girl”. Primele două au fost lansate ca discuri single, ambele cu videoclipuri, pe când al trepilea a fost lansat ca un remix-single, din compilația The DJ in the Mix. A lansat în același an și primul DVD, Addicted to Music, care include toate videoclipurile din anii 1998-2003 (în afară de „Long Way Home”), un documentar despre turneul din SUA, interviuri, versuri, fotografii și turnarea videoclipului melodiei „I Don't Wanna Stop”.

## Lista melodiilor
| Nr. | Titlu                 | Autor(i)                                   | Lungime |  |
| 1.  | „In Love With The DJ” | A. Tanneberger, K. Harrison                | 6:46    |  |
| 2.  | „I Don’t Wanna Stop”  | A. Tanneberger, K. Harrison                | 3:35    |  |
| 3.  | „Everything Is Wrong” | A. Tanneberger, K. Harrison                | 5:05    |  |
| 4.  | „Long Way Home”       | A. Tanneberger, K. Harrison                | 5:18    |  |
| 5.  | „We Belong”           | A. Tanneberger, K. Harrison                | 4:26    |  |
| 6.  | „Gentle Melody”       | A. Tanneberger                             | 5:21    |  |
| 7.  | „I Will Not Forget”   | A. Tanneberger                             | 4:58    |  |
| 8.  | „Break My Heart”      | A. Tanneberger, K. Harrison, M. Wienstroer | 4:26    |  |
| 9.  | „Sunset Girl”         | A. Tanneberger, RuDee                      | 6:52    |  |
| 10. | „Do You Love Me”      | A. Tanneberger, RuDee                      | 6:35    |  |
| 11. | „Peace = Illusion”    | A. Tanneberger                             | 4:33    |  |
| 12. | „Trilogy”             | A. Tanneberger, RuDee                      | 3:35    |  |
| 13. | „Cabana Moon”         | A. Tanneberger, Woody van Eyden            | 6:15    |  |
| 14. | „Ruby”                | A. Tanneberger, K. Harrison                | 4:09    |  |